# Баложи
Ба́ложи (латыш. Baložiо файле) — город в Кекавском крае Латвии близ Риги. 
По данным Управления по делам гражданства и миграции, в 2020 году в Баложи проживало 6 829 человек. В 2008 году 53% населения составляли латыши, 32,3% — русские, 4,4% — белорусы, 3,0% — украинцы.

## История
Населённый пункт Баложи был создан вскоре после Второй мировой войны — там жили работники местного торфопредприятия. Баложи получил статус города в 1991 году. До 1 июля 2009 года входил в состав Рижского района.

## Транспорт

### Автодороги
Через Баложи, огибая город, проходит автомагистраль A7 Рига — Бауска — граница Литвы (Гренцтале), являющаяся частью европейского маршрута E 67.
Среди местных автодорог значимы V3 Рамава — Баложи и V7 Баложи — Плаканциемс — Иецава.

### Городской транспорт
- Автобус № 23: ул. Абренес — Баложи
- Маршрутное такси 5432: Рига — Валдлаучи — Баложи

### Железнодорожный транспорт
Железнодорожная станция Баложи на линии Рига — Елгава находится на расстоянии 6 километров от города.